# Dikson (Tajmirski autonomni okrug, Rusija)
Dikson (ruski: Диксон) je ime male luke i hidrometeorološkog središta, smještenog na 73°30'25 sjeverne zemljopisne širine i 80°32'47 istočne zemljopisne dužine, nedaleko od ušća rijeke Jeniseja, u Tajmirskom autonomnom okrugu (Krasnojarski kraj, Rusija).
Diksonski rajon zauzima površinu od 200.419 km².
Broj stanovnika: oko 1.100 (2004.)
Dikson je luka na Sjevernom morskom putu koji ide od Murmanska do Beringovog mora. Nalazi se na samo dvije ure leta od Sjevernog pola.
Godine 1915., otok Dikson je postao mjesto prve ruske radio postaje na Arktiku. Luka na kopnenoj strani je sagrađena 1935., a 1957. godine dva naselja su spojena u jedno.
IATA oznaka za Diksonsku zračnu luku je DKS.
Malo se zna o ovom gradu, osim činjenice da je vrijeme, čak i u kolovozu užasno neugodno. Zima u Diksonu traje deset mjeseca, a u dva od tih mjeseca Sunce nikad ne izađe.